# Rainou von Sabran
Rainou von Sabran (* um 1155; † 1224) war Graf von Forcalquier. Die heutige Gemeinde Sabran liegt in der Region Okzitanien im Département Gard, Frankreich.
Sein Vater war Rostaing Seigneur de Sabran; seine Mutter Rocie de Uzes.
Er heiratete Gersinde de Forcalquier († vor 1193), Tochter von Guillaume (dt. Wilhelm) Comte de Forcalquier und Beatrice de Forcalquier.
Ihre Tochter Gersinde II. heiratete 1193 Alfons II. der Provence.
| Personendaten    | Personendaten        |
| ---------------- | -------------------- |
| NAME             | Rainou von Sabran    |
| KURZBESCHREIBUNG | Graf von Forcalquier |
| GEBURTSDATUM     | um 1155              |
| STERBEDATUM      | 1224                 |